# Picrophilus
Picrophilus es un género de microorganismos del dominio Archaea. Comprende dos especies de acidófilos extremos: P. oshimae y P. torridus. Estos microorganismos son los más acidófilos actualmente conocidos, con la capacidad de sobrevivir a un pH de 0.06. Son acidófilos obligados, pues son incapaces de mantener la integridad de su membrana a un pH mayor que 4. Filogenéticamente están relacionados con los otros miembros de  Thermoplasmata, pero al contrario que Thermoplasma y Ferroplasma, Picrophilus tiene una pared celular del tipo capa S.